# Hydrodytes
Hydrodytes es un género de coleópteros adéfagos de la familia Dytiscidae.
Tiene las siguientes especies:

## Especies
- Hydrodytes dodgei	(Young 1989)
- Hydrodytes inaciculatus	(Guignot 1957)
- Hydrodytes opalinus	(Zimmermann 1921)